# Sinningia brasiliensis
Sinningia brasiliensis là một loài thực vật có hoa trong họ Tai voi. Loài này được (Regel & E. Schmidt) Wiehler miêu tả khoa học đầu tiên năm 1995.